# Scotiotrichia ocreata
Scotiotrichia ocreata är en nattsländeart som beskrevs av Martin E. Mosely 1934. Scotiotrichia ocreata ingår i släktet Scotiotrichia och familjen stenhusnattsländor. Inga underarter finns listade i Catalogue of Life.